# NGC 26
NGC 26 és una galàxia espiral localitzada a la constel·lació del Pegàs.

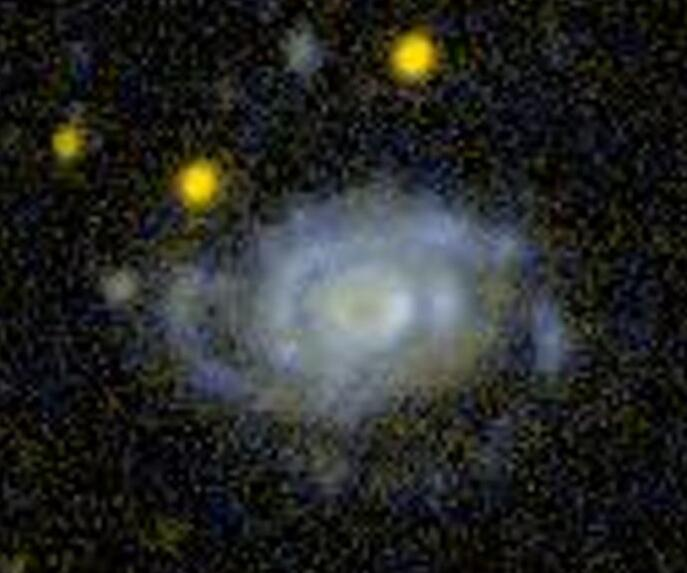
NGC 26 GALEX (ultravioleta)